# Sekai Holland
Sekai Holland, née en 1942, est une militante et femme politique zimbabwéenne.
Elle milite pour les  droits des femmes, et pour la démocratie au Zimbabwe, rejoint notamment le principal parti d’opposition à Robert Mugabe, et est plusieurs fois harcelée par le pouvoir. Lorsque, sous la pression internationale, le leader de ce parti d’opposition, Morgan Tsvangirai, est appelé par Robert Mugabe à devenir Premier ministre en 2009, elle devient co-ministre d'État zimbabwéen chargé de la réconciliation. Mais cette parenthèse politique d’union nationale  est de courte durée et s’arrête en 2013. Elle se voit décerner, entre-temps, le Prix Sydney de la paix, en 2012.

## Biographie
Elle est née en 1942, enfant de Mayipe Ndlovu et Masotsha Mike Hove . Son père, Masotsha Mike Hove, né en 1914 dans le district de Mberengwa (et mort en 2012), est un journaliste, notamment pour le journal rhodésien The Bandu Mirror (dont il sera rédacteur en chef). Il réussit à s’imposer parmi la communauté des journalistes de Rhodésie du Sud, notamment à Bulawayo. Il devient en 1954 le premier Noir membre de la Guilde rhodésienne des journalistes en Rhodésie du Sud,. Bien des années plus tard, en 1985, son père publiera aussi un ouvrage intitulé Confessions of a Wizard: A Critical Examination of the Belief System of a People, Based Mainly on Personal Experience. 
Sekai Holland se rend en Australie en tant qu'étudiante dans les années 1960. Elle épouse un Australien, Jim Holland, en 1965. Elle devient l'une des fondatrices du mouvement anti-apartheid en Australie à la fin des années 1960, et intervient également à Redfern, un quartier populairede Sidney pour aider les populations aborigènes. Elle étudie  à l'Université technologique de Sydney jusqu’en 1979. Elle crée également une organisation à Sydney, le Free Zimbabwe Centre, en opposition au Ian Smith-aligned Rhodesia Information Centre, et devient la représentante australienne de la Zimbabwe African National Union (ZANU).
En 1980, Sekai et son mari Jim Holland reviennent, au Zimbabwe, l’ancienne Rhodésie du Sud devenue indépendante, désireux de participer au projet d'édification de cette nouvelle nation. Elle s’emploie à redynamiser dans les années 1980 et 1990 l'Association of Women's Clubs, une organisation locale d’aide des femmes dans le monde rural, fondée en 1938. Avec Sekai comme présidente nationale, l'AWC se mobilise pour défendre les droits des femmes,.
Face au gouvernement Mugabe, de plus en plus répressif, elle acquiert cependant la conviction qu’une ONG ne peut pas être une réponse aux attentes du pays. Avec Morgan Tsvangirai, elle fonde en septembre 1999 un parti politique, le Mouvement pour le changement démocratique (MDC), un parti d'opposition qui se veut l’alternative au régime du parti unique. C’est un défi de fond pour le président Mugabe, le héros et homme fort révolutionnaire autrefois admiré, qui détient pouvoir au Zimbabwe depuis l'indépendance de 1980,. Au fil des années, le MDC devient le principal parti d’opposition, et ses leaders, dont Sekai Holland, subissent des intimidations de la part du pouvoir. En mars 2007, le MDC participe à un grand rassemblement à Harare avec  d'autres mouvements politiques regroupés dans une coalition intitulée « Save Zimbabwe Campaign » (« Campagne pour sauver le Zimbabwe »). Ils entendaient manifester contre l'interdiction des manifestations et rassemblements politiques, contre l'intention du président Robert Mugabe de se présenter à un nouveau mandat en 2008 et pour dénoncer la crise sociale, économique et politique que connaît le pays. La manifestation ayant été interdite, la police anti-émeutes intervint pour disperser la foule réunie dans un stade. Une militante du MDC est tuée par balles alors que plusieurs cadres du parti, dont son président Morgan Tsvangirai et Sekai Holland, sont passés à tabac,. En mars 2017, Sekai Holland et Grace Kwinjeh, autre femme membre du comité directeur du MDC, sont arrêtées, alors qu'elles souhaitent se rendre en Afrique du Sud pour s’y faire soigner. Elles sont brutalisées dans un poste de police. Elle subit une fracture du bras, d’une jambe, de côtes ainsi que des lacérations sur tout le corps causées par des coups de fouet. Elle est piétinée par les tortionnaires. Libérée, elle doit temporairement gagner l’Australie pour se rétablir.
Les élections générales de 2008 se traduisent par un succès de l’opposition aux législatives, et par la nécessité d’un second tour pour les présidentielles opposant Robert Mugabe et Morgan Tsvangirai. Mais les violences des partisans de Mugabe deviennent telles que Morgan Tsvangirai préfère se retirer de ce second tour. La pression internationale oblige toutefois Robert Mugabe à négocier avec l’opposition et finalement à accepter début 2009 un gouvernement d’union nationale dirigé par Morgan Tsvangirai, nommé premier ministre. Sekai Holland est sollicité par Morgan Tsvangirai  pour faire partie de ce gouvernement, et bien que réticente, accepte finalement d’être ministre, chargée de la réconciliation. Elle tente d’engager un processus pour apaiser le climat politique.
Fin  avril 2012, elle est annoncée comme étant  le 15e lauréat du Prix Sydney de la paix, le seul prix international australien pour la paix. La citation du jury du Prix de la paix de Sydney précise : «  Sekai Holland : pour toute une vie de courage exceptionnel dans sa campagne en faveur des droits de l'homme et de la démocratie, pour avoir défié la violence sous toutes ses formes et pour avoir donné un leadership aussi intelligent et courageux pour l'autonomisation des femmes  »,. En 2013, Robert Mugabe met fin à la parenthèse du gouvernement d’union nationale, après s’être fait réélire à nouveau président du Zimbabwe, et alors que le MDC est affaibli.
En mai 2015, Sekai Holland, redevenue une militante de l’opposition, se met en retrait, à 72 ans, de la vie politique du Zimbabwe. À la fin de 2017, à la suite du coup d’État militaire mettant fin au pouvoir de Mugabe, elle déclare que c’est la fin d’un mauvais rêve, et plaide à nouveau pour une réconciliation dans le pays.